# Misumena lorentzi
Misumena lorentzi es una especie de araña del género Misumena, familia Thomisidae.

## Distribución
Esta especie se encuentra en Nueva Guinea.